# شركة تطوير الأراضي الإسرائيلية

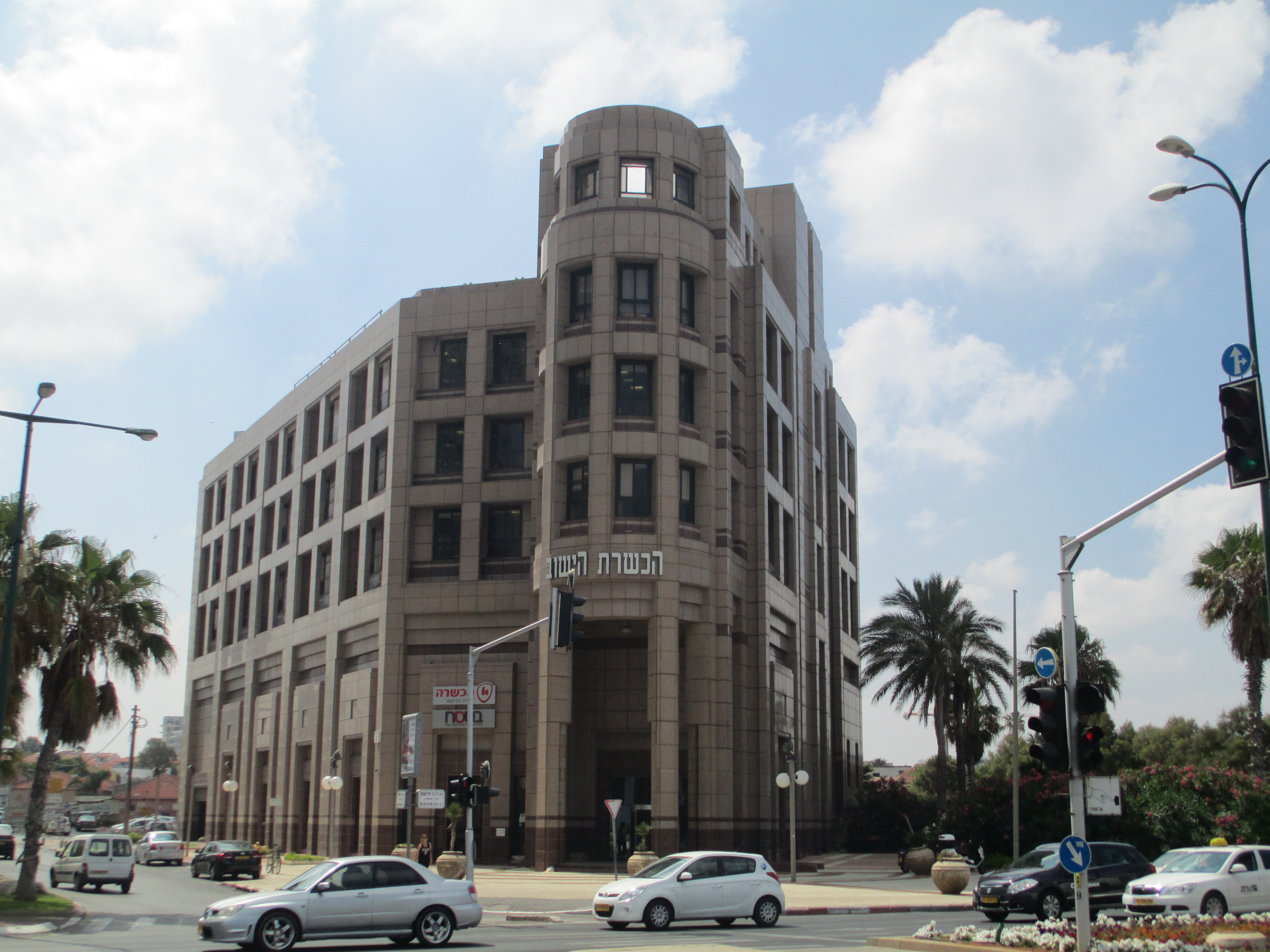
المكتب الرئيسي في تل أبيب

شركة تطوير الأراضي الإسرائيلية (ILDC) (بالعبرية: הכשרת הישוב‏) هي واحدة من أكبر تكتلات الشركات في إسرائيل، ولها مجالات تشمل العقارات والبناء والطاقة والفنادق. تم الحصول عليها في عام 1987 من قبل يعقوب نمرودي.

## وصلات خارجية
- الموقع الرسمي (بالإنجليزية والعبرية)
- خريطة حيفا من تصميم شركة تطوير الأراضي الفلسطينية، حوالي عام 1926. مجموعة خرائط عيران لاؤور، المكتبة الوطنية الإسرائيلية.